# Adalberto Madero
Adalberto Arturo Madero Quiroga (Monterrey, 25 september 1969) is een Mexicaans politicus van de Nationale Actiepartij (PAN).
Madero studeerde rechtsgeleerdheid in Mexico, Ierland en de Verenigde Staten. In 1997 werd hij voor de PAN in het Congres van zijn geboortestaat Nuevo León gekozen, en in 2000 in de Kamer van Senatoren. In 2006 trad hij terug als senator om deel te kunnen nemen aan de verkiezing voor burgemeester van Monterrey, waarin hij met een krappe marge Abel Guerra versloeg. Hij bleef aan als burgemeester tot 2009.
Madero ligt in Monterrey onder vuur wegens beschuldigingen van corruptie en nepotisme.